# Herman III van Baden
Herman III van Baden ook Herman de Grote genoemd (circa 1105 - 16 januari 1160) was vanaf 1130 markgraaf van Baden en vanaf 1151 markgraaf van Verona.

## Levensloop
Hij was de zoon van markgraaf Herman II van Baden en Judith van Hohenberg. In 1130 volgde hij zijn vader op als markgraaf van Baden.
Herman was erg trouw aan het huis Hohenstaufen dat het Heilig Roomse Rijk regeerde, maar kwam hierdoor in conflict met het huis Zähringen waaraan hij verwant was. In 1140 nam hij deel aan het beleg van het kasteel Weibtreu en kreeg als dank hiervoor het district van Selz in de Elzas.
In 1151 ontving Herman III het markgraafschap Verona, dat tot dan in handen was van Ottokar III van Stiermarken. Toen hij in 1153 dringend geld nodig had, verkocht hij het kasteel Besigheim aan keizer Frederik I Barbarossa. 
In 1147 nam hij deel aan de Tweede Kruistocht en later ook aan de eerste Italiaanse campagne van Frederik Barbarossa. In 1154 vocht hij mee in Lombardije en hij was ook betrokken bij de oorlog tegen Moravië. In 1160 stierf Herman III van Baden. Hij werd begraven in het Augustijnenklooster van Backnang.

## Huwelijken en nakomelingen
In 1134 huwde hij met een zekere Bertha. Haar afkomst is onzeker, maar waarschijnlijk was ze een dochter van Simon I van Lotharingen en van Adelheid van Leuven. Aangezien Bertha stierf nadat Herman hertrouwde, zijn ze wellicht gescheiden. Met haar kreeg hij een zoon:
- Herman IV (1135-1190)

In 1142 hertrouwde hij met Maria van Bohemen, de dochter van hertog Soběslav I van Bohemen. Met haar kreeg hij een dochter:
- Gertrude (overleden in 1225), huwde in 1180 met Albrecht II van Dagsburg.